# قائمة مقاطعات أوهايو
يوجد في أوهايو 88 مقاطعة تغطي كامل الولاية، وهذه قائمة بأسماء تلك المقاطعات:
| - مقاطعة آدمز - مقاطعة ألين - مقاطعة آشلاند - مقاطعة أشتابولا - مقاطعة أثينز - مقاطعة أوغلايز - مقاطعة بلمونت - مقاطعة براون - مقاطعة بتلر - مقاطعة كارول - مقاطعة تشامباين - مقاطعة كلارك - مقاطعة كليرمونت - مقاطعة كلينتون - مقاطعة كولومبيانا - مقاطعة كوشوكتن - مقاطعة كرافورد - مقاطعة كاياهوغا - مقاطعة دارك - مقاطعة ديفيانس - مقاطعة ديلاوير - مقاطعة إيري | - مقاطعة فيرفيلد - مقاطعة فييت - مقاطعة فرانكلن - مقاطعة فولتن - مقاطعة غاليا - مقاطعة غياوغا - مقاطعة غرين - مقاطعة غرينزي - مقاطعة هاملتونأوهايو - مقاطعة هانكوك - مقاطعة هاردن، أوهايو - مقاطعة هاريسون - مقاطعة هنري - مقاطعة هايلاند - مقاطعة هوكنغ - مقاطعة هولمز - مقاطعة هورون - مقاطعة جاكسون - مقاطعة جفرسون - مقاطعة نوكس - مقاطعة ليك - مقاطعة لورنس | - مقاطعة ليكنغ - مقاطعة لوغان - مقاطعة لورين - مقاطعة لوكاس - مقاطعة مادسيون، أوهايو - مقاطعة ماهوننغ - مقاطعة ماريون - مقاطعة مدينا - مقاطعة ميغز - مقاطعة مرسر - مقاطعة ميامي - مقاطعة منرو - مقاطعة مونتغامري، أوهايو - مقاطعة مورغان - مقاطعة مورو - مقاطعة مسكنغم - مقاطعة نوبل - مقاطعة أوتاوا - مقاطعة بولدينغ - مقاطعة بيري - مقاطعة بيكاواي - مقاطعة بايك | - مقاطعة بورتج - مقاطعة بريبل - مقاطعة بتنام - مقاطعة رتشلاند - مقاطعة روس - مقاطعة ساندسكي - مقاطعة سيوتو - مقاطعة سنيكا - مقاطعة شلبي - مقاطعة ستارك - مقاطعة ساميت - مقاطعة ترمبول - مقاطعة تسكاراواس - مقاطعة يونيون - مقاطعة فان ويرت - مقاطعة فنتون - مقاطعة وارن - مقاطعة واشنطن - مقاطعة وين - مقاطعة وليامز - مقاطعة وود - مقاطعة وايندوت |  |